# Радеберг
Радеберг (њем. Radeberg) град је у њемачкој савезној држави Саксонија. Једно је од 63 општинска средишта округа Бауцен. Према процјени из 2010. у граду је живјело 18.383 становника. Посједује регионалну шифру (AGS) 14625480.

## Географски и демографски подаци
Радеберг се налази у савезној држави Саксонија у округу Бауцен. Град се налази на надморској висини од 250 метара. Површина општине износи 29,7 km². У самом граду је, према процјени из 2010. године, живјело 18.383 становника. Просјечна густина становништва износи 618 становника/km².